# Svatý Kopeček

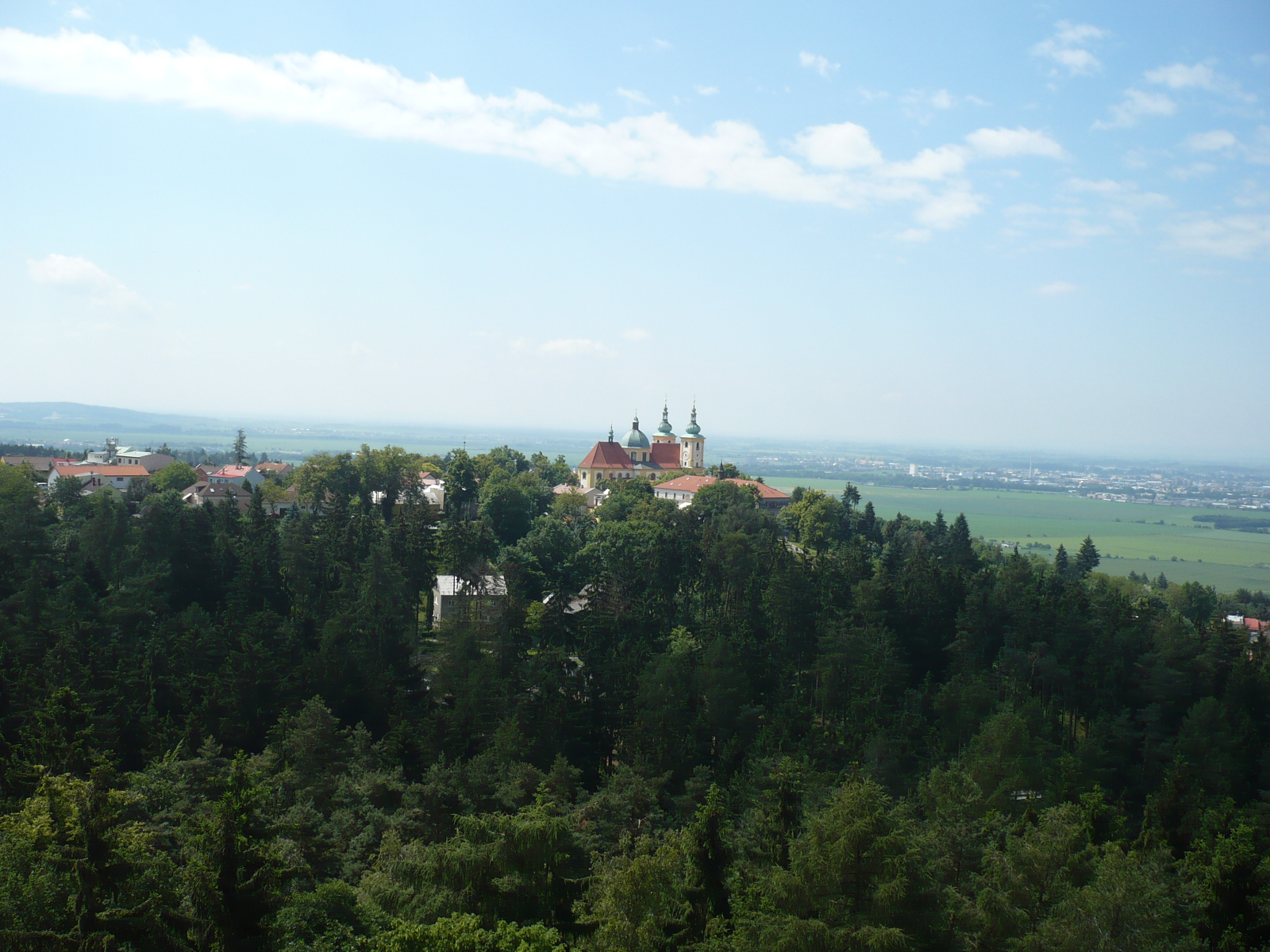
Blick auf die Basilika Mariä Heimsuchung

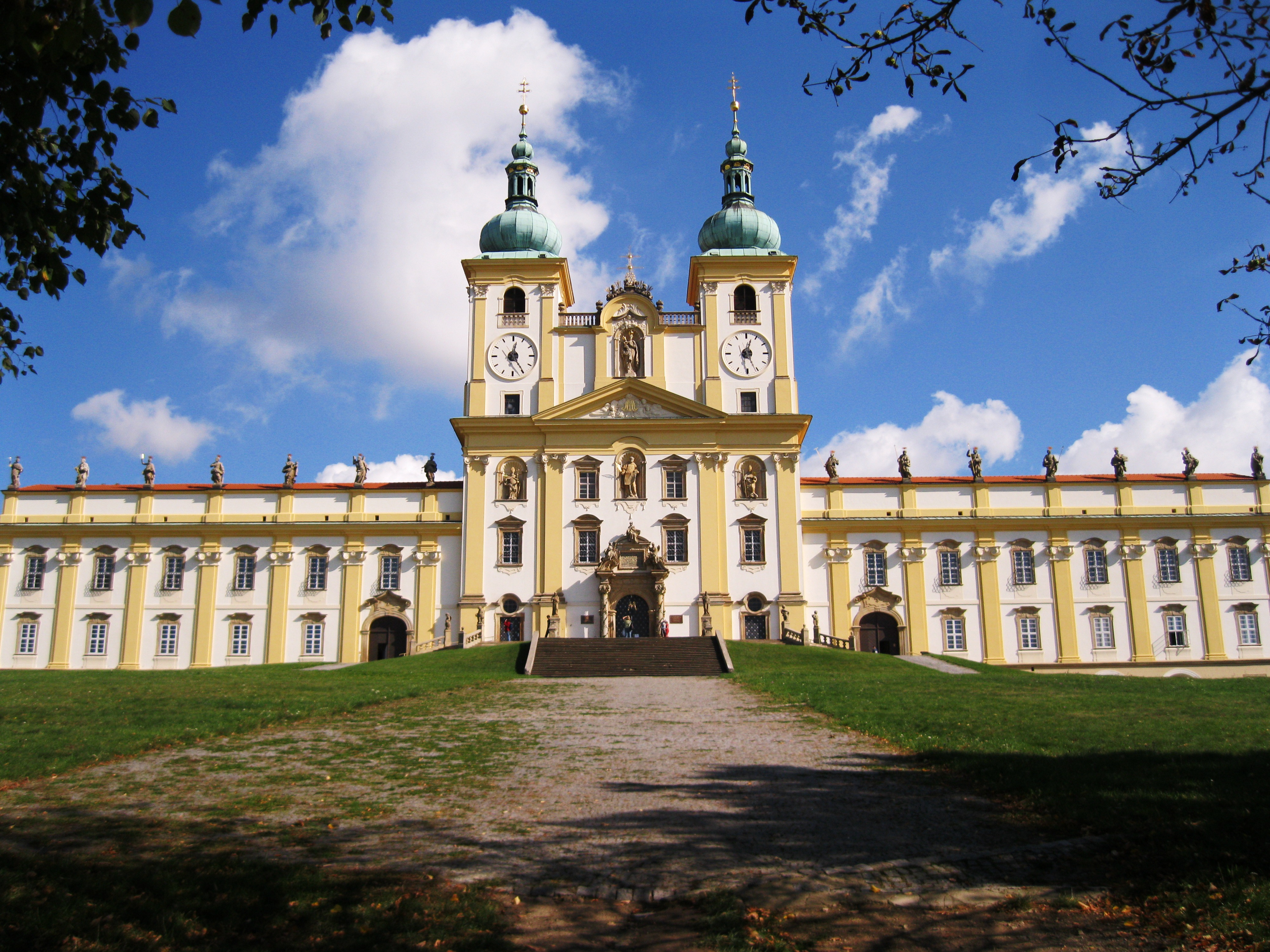
Basilika Mariä Heimsuchung mit der Residenz zu beiden Seiten

Svatý Kopeček, 1959–1990 Kopeček (deutsch Heiligenberg, früher Heiligberg und Mariendorf) ist ein Ortsteil der Stadt Olomouc in Tschechien. Er liegt sieben Kilometer nordöstlich von Olomouc und gehört zum Okres Olomouc. Er entstand um die Basilika Mariä Heimsuchung.

## Geographie
Svatý Kopeček befindet sich am westlichen Fuße der Radíkovská vrchovina (Radikauer Bergland) über der Obermährischen Senke (Hornomoravský úval). Nördlich erhebt sich der Svatý kopeček (412 m).
Nachbarorte sind Nové Sady und Véska im Norden, Radíkov im Nordosten, Posluchov und Hlubočky im Osten, Lošov im Südosten, Bukovany und Droždín im Süden, Samotišky im Westen sowie Tovéř und Dolany im Nordwesten.

## Geschichte
Zwischen 1629 und 1633 machte der Olmützer Weinhändler Jan Andrýsek nach langem Zögern sein Jahre zuvor in der Wallfahrtskirche St. Martin auf dem Lilienberg bei Lultsch abgegebenes Versprechen wahr und ließ auf dem Hügel über Droždín eine der Jungfrau Maria geweihte Kapelle anlegen. Geweiht wurde sie am 3. April 1633 durch den Weihbischof des Bistums Olmütz, Philipp Friedrich von Breuner. Nach der Fertigstellung kaufte Andrýsek das Erbgericht Samotišky. Während der schwedischen Besetzung von Olmütz brannte die Kapelle auf der Svatá hora 1645 ab. Nach dem Ende des Dreißigjährigen Krieges konnte der Stifter den Abt Friedrich II. des Prämonstratenserklosters Hradisko, auf dessen Gütern die Svatá hora lag, für die Wiederherstellung der Kapelle gewinnen, die zwischen 1650 und 1656 erfolgte. Der starke Anstieg der Pilger veranlasste seinen Nachfolger, Abt Friedrich III. Sedlecius-Sedlák, 1667 zur Vorstellung über den Bau eines weiträumigen Domes auf der Svatá hora, zu denen Bischof Karl II. von Liechtenstein-Kastelkorn sein Einverständnis gab und den kaiserlichen Baumeister Giovanni Pietro Tencalla für die Ausführung empfahl. Nach der 1669 erfolgten Grundsteinlegung weihten Bischof Karl II. und der Abt Norbert Želecký von Počenice nach zehnjähriger Bauzeit die Wallfahrtskirche Mariä Heimsuchung am 1. Oktober 1679. Weiterhin entstand ein Haus für die zur Unterhaltung erforderlichen 16 Geistlichen sowie ein Männerspital mit zwölf Plätzen. Zu dieser Zeit war die Kirche auf dem Prämonstratenserberg bzw. Hora premonstrátská noch von Wäldern umgeben.
Im Jahre 1705 sind östlich der Wallfahrtskirche die Anfänge einer kleinen Ansiedlung nachweisbar. Die Matriken wurde seit diesem Jahr in Dolany geführt. Am 28. September 1705 brannte das Pilgerhaus ab. Dabei starben 121 Menschen. Über dem Grab der Opfer der Brandkatastrophe wurde im selben Jahre die der hl. Barbara geweihte Kapelle errichtet. Zwischen 1720 und 1732 ließ Abt Benedikt Bönische beiderseits des Domes die Residenz anbauen und an der Rückseite den Kreuzgang mit der Kapelle Mariä Namen errichten. Die Pläne dazu stammen wahrscheinlich von Domenico Martinelli; die Gemälde schuf Baldassare Fontana, die Figuren stammen von Georg Anton Heintz und Josef Winterhalder. Vom Südwesten her wurde vom Kloster Hradisko zum Prämonstratenserberg eine von Lindenbäumen und Heiligenfiguren gesamte Allee angelegt. Am 19. Juni 1748 besuchte Kaiserin Maria Theresia auf persönliche Einladung des Abtes Ferdinand Václavík die Hauptwallfahrt. Seit 1771 wurde der Wallfahrtsort als Svatý Kopeček, Sacer Mons, Heiligenberg, Heiligeberg, Heiligerberg und Heiligberg bezeichnet. Im Jahre 1784 konnte Abt Ferdinand mit der Begründung, eine Wallfahrt nach Heiligberg biete den gleichen Ablass wie ein Besuch der Basilika Santa Maria Maggiore eine Erhebung zur kleinen Basilika erreichen. Wenig später wurde im Zuge der Josephinischen Reformen dem Abt Ferdinand am 18. August 1784 auf seinem Totenbett die Aufhebung des Klosters Hradisko und des Priorats Heiligberg verkündet. Innerhalb von fünf Monaten hatten die Prämonstratenser die Residenz zu räumen. Im April 1785 wurde die Klosterkirche Mariä Heimsuchung zur Pfarrkirche für Samotišky, Droždín, Lošov, Posluchov und Radíkov erhoben. Das Pfarramt wurde bis 1821 von Mönchen aus Hradisko ausgeübt. Die Ansiedlung hinter dem Wallfahrtsort wuchs 1788 durch die Auflösung des Meierhofes und die Parzellierung an zwölf Siedler zu einem Dorf an, das als Mariendorf / Svatá Hora bezeichnet wurde. Im Jahre 1834 war Mariendorf auf 70 Häuser angewachsen und hatte 397 Einwohner. Nach einem noch von Bischof Rudolf mit dem österreichischen Kaiser Franz I. ausgehandelten Vergleich, erhielt das Bistum 1834 einige Güter, darunter Svatý Kopeček übertragen. Den sich mittlerweile in einem desolaten Zustand befindlichen Wallfahrtsort übergab er an den Abt des Klosters Strahov, Hieronymus Josef Zeidler. Die Strahover Prämonstratenser übernahmen die Wallfahrtskirche am 8. November 1846. Ab 1839 kam der Ortsname Mariendorf in Wegfall, stattdessen wurde das Dorf als Svatá Hora/Heiligberg bezeichnet. Bis zur Mitte des 19. Jahrhunderts blieb Svatá Hora immer der Grundherrschaft Klášterní Hradisko untertänig.
Nach der Aufhebung der Patrimonialherrschaften bildete Svatý Kopeček/Heiligberg ab 1850 eine Gemeinde in der Bezirkshauptmannschaft Olmütz. 1872 wurde der deutsche Name Heiligsberg verwendet und ab 1939 Heiligenberg. Im Jahr 1902 lebten auch Prämonstratenserinnen, nach dem Versuch das Kloster Doksany wieder aufzubauen, am "Heiligen Berg in Olmütz". Ab 1921 gehörte die Gemeinde zum Okres Olomouc-venkov. Während der Kämpfe um Olmütz geriet die Wallfahrtskirche Anfang Mai 1945 in Brand. Das Feuer zerstörte den linken Kirchturm, konnte aber gelöscht werden. Nach der Machtübernahme durch die Kommunisten wurde das Kloster im April 1950 gewaltsam aufgelöst. 1952 begannen die Arbeiten zur Verlegung des Olmützer Tiergartens aus den Smetanovy sady (Smetana-Gärten) auf den Orlí vrch, der heute Svatý kopeček genannt wird. Der neue Zoologische Garten wurde 1956 eröffnet. 1950 kam Svatý Kopeček zum Okres Olomouc-okolí und seit dessen Aufhebung im Jahre 1961 gehört der Ort zum Okres Olomouc. Da der Ortsname den atheistischen Machthabern anstößig war, wurde die Gemeinde 1959 in Kopeček u Olomouce umbenannt. 1971 wurde die Gemeinde Radíkov an den Örtlichen Nationalausschuss Kopeček u Olomouce angeschlossen. Auf dem Orlí vrch im Zoo-Gelände entstand zwischen 1972 und 1974 ein Aussichtsturm. Im Jahre 1974 erfolgte die Eingemeindung nach Olomouc als Stadtteil Kopeček. Nach der Samtenen Revolution erhielt der Ort 1990 seinen alten Namen Svatý Kopeček zurück. Die Prämonstratenser kehrten am 11. Februar 1990 in die Residenz zurück. 1991 hatte der Ort 843 Einwohner. Am 21. Mai 1995 besuchte Papst Johannes Paul II. die Wallfahrtskirche Mariä Heimsuchung und erhob sie zur Basilika minor. Im Jahre 2001 bestand Svatý Kopeček aus 203 Häusern, in denen 794 Menschen lebten. Der Ort gilt als Erholungsgebiet der Bewohner von Olomouc.

## Sehenswürdigkeiten
- Zweitürmige Basilika Mariä Heimsuchung, erbaut 1669–1679 nach Plänen von Giovanni Pietro Tencalla aus Bissone.[4] Die Statuen der hll. Augustin, Norbert und Stephan schuf 1680 der Olmützer Bildhauer Franz Zürn, sie wurden vor 1732 durch Georg Anton Heintz überarbeitet. Die Figuren der himmlischen Tugenden Glaube, Hoffnung und Liebe sind ein Werk des Bildhauers Josef Winterhalder aus dem Jahre 1731. Der 1729 errichtete Hauptaltar aus Kunstmarmor wird Baldassare Fontana zugeschrieben, der auch die Wand- und Pfeilerstukkaturen schuf. Das Hauptaltarbild malte Johann Spillenberger, die Gemälde der Seitenaltäre Johann Christoph Handke und Paul Troger.
- Residenz, der zweiflügelige Bau zu beiden Seiten der Basilika entstand ab 1720 auf Veranlassung des Abtes Benedikt Bönische. Die Pläne dazu stammen wahrscheinlich von Domenico Martinelli. Der Nordflügel wurden von den Priestern genutzt, im Südflügel wurde neben den Räumlichkeiten für den Prior auch ein repräsentativer Saal für den Abt bei dessen Anwesenheiten eingerichtet. Die Heiligenfiguren auf den Gesimsen wurden 1739 von Josef Winterhalder gefertigt.
- Kreuzgang mit Kapelle Mariä Namen, sie wurde 1718 vollendet und wird Domenico Martinelli zugeschrieben
- Kapelle der hl. Barbara auf dem alten Friedhof, sie wurde 1705 auf dem Grab der im Pilgerhaus verbrannten 121 Pilger errichtet. 1784 entstand der Friedhof um die Kapelle.
- Barockes Gut Nr. 91, erbaut 1744
- Säule des hl. Johannes von Nepomuk am Sadové náměstí, geschaffen 1740 bis 1745 von Georg Anton Heintz
- Zoo Olmütz, er wurde 1952 gegründet
- Aussichtsturm Svatý Kopeček auf dem Svatý kopeček im Zoo-Gelände, die Stahlkonstruktion entstand zwischen 1972 und 1974
- Wohnhaus des Dichters Jiří Wolker, an dem ebenerdigen Häuschen aus der zweiten Hälfte des 19. Jahrhunderts befindet sich eine Gedenktafel mit einem von Karel Lenhart geschaffenen Porträt Wolkers

## Söhne und Töchter des Ortes
- Karel Svolinský (1896–1986), Maler und Grafiker
- Stanislav Menšík (1912–1970), Maler